# Rejon Oğuz
Rejon Oğuz (azer. Oğuz rayonu) – rejon w północnym Azerbejdżanie.